# Hylonycteris underwoodi
Hylonycteris underwoodi је врста слепог миша из породице Phyllostomidae.

## Распрострањење
Ареал врсте покрива средњи број држава. 
Врста има станиште у Мексику, Панами, Никарагви, Костарици, Хондурасу, Гватемали, Салвадору и Белизеу.

## Станиште
Станиште врсте су шуме до 2.600 метара надморске висине.

## Угроженост
Ова врста није угрожена, и наведена је као последња брига јер има широко распрострањење.